# Código epigenético

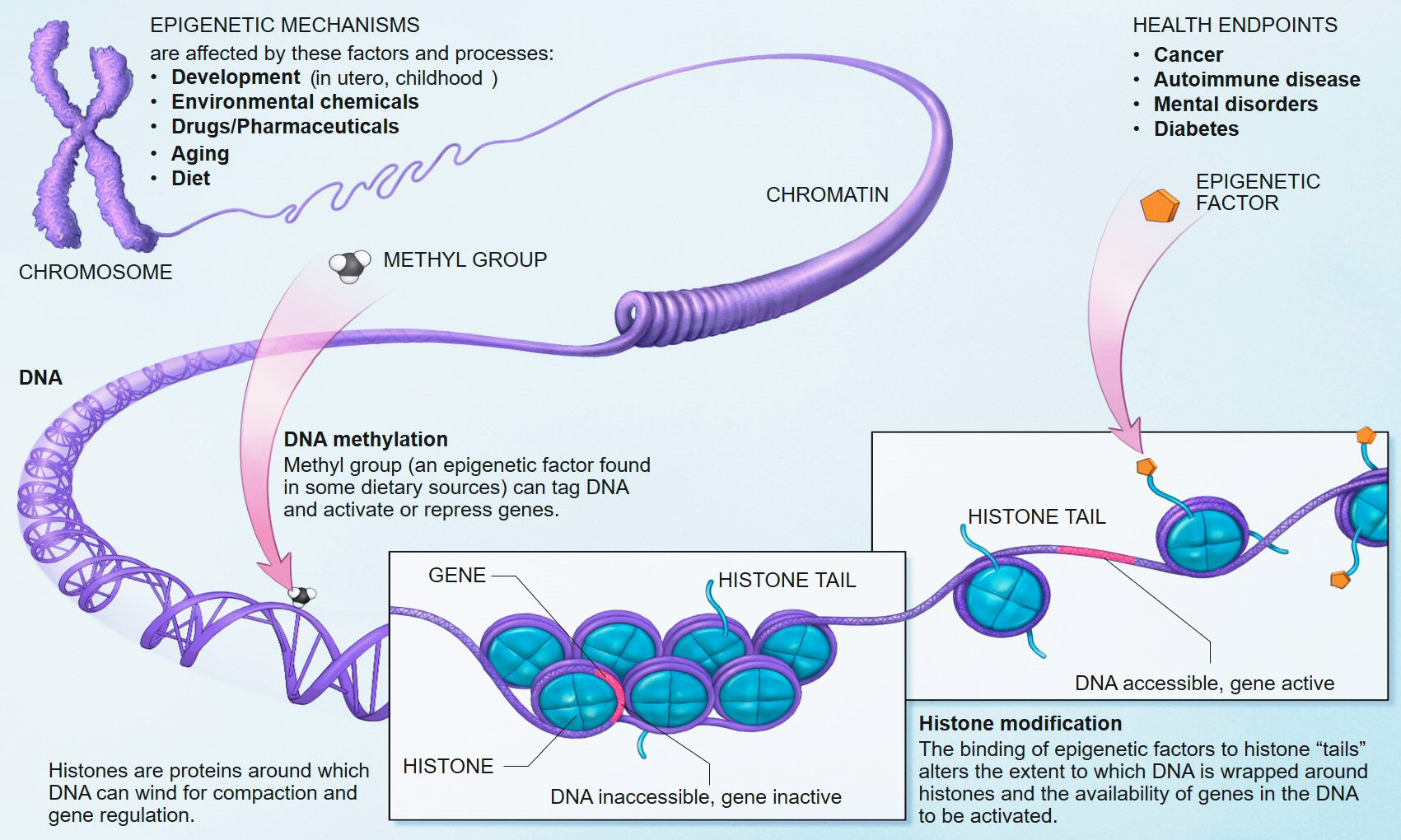
Mecanismos epigenéticos

El código epigenético es un código definitorio de una célula eucariota que consiste en la modificación epigenética específica en cada célula, es decir, las modificaciones de histonas (código de histonas) y modificaciones epigenéticas adicionales como la metilación del ADN. La base del código epigenético es un sistema por encima del código genético de una sola célula, mientras que el código genético en cada célula es el mismo. El código epigenético es específico de cada tejido y célula, pudiendo incluir: ADN (código independiente), ARN y/o proteínas. En algunos ciliados también se han sugerido posibles códigos estructurales.